# Sân bay quốc tế Tapachula
Sân bay quốc tế Tapachula (IATA: TAP, ICAO: MMTP) là một sân bay quốc tế ở Tapachula, Chiapas, México, là sân bay cực nam của Mexico. Sân bay này phục vụ các tuyến nội địa và quốc tế nối với thành phố Tapachula.

## Các hãng hàng không và các tuyến điểm
- Aeroméxico
  - Aeroméxico Connect (Thành phố Mexico)
- Aviacsa (Thành phố Mexico)
- Volaris (Tijuana, Toluca)